# هارپسیکورد
هارپسیکورد (به انگلیسی: harpsichord) یا چمبالو (به ایتالیایی: cembalo) یا کلاوسن (به فرانسوی: Clavecin) یکی از سازهای کلاویه‌دار است. ساز کلاوسن از مهمترین ساز‌های دوره‌ی باروک محسوب می‌شود که به طور بسیار معمول در گروه همراهی‌کننده باس شماره‌دار را می‌نواخت. مهمترین آهنگسازانی که از این ساز بسیار بهره برده‌اند میتوان به ژان-باتیست لولی، ژان فیلیپ رامو، فرانسوا کوپرن، یوهان سباستین باخ و ...  اشاره کرد. 

## ساختار
شکل ظاهریِ هارپسیکورد تقریباً شبیه پیانو است، اما شیوهٔ ایجاد صدا در این دو ساز با هم تفاوت‌هایی دارد؛ در هارپسیکورد، با فشردن کلاویه‌ها و حرکت اجزای یک سیستم مکانیکی متصل به آن‌ها، زائده‌های کوچک (مضراب مانند) سیم‌ها را به ارتعاش درمی‌آورَد و صدا ایجاد می‌شود.

## تاریخچه
این ساز نزد موسیقی‌دانان دورهٔ رنسانس و باروک محبوبیت زیادی داشته و یکی از مهم‌ترین سازهای کلاویه‌ایِ موسیقی اروپایی از قرن شانزدهم تا نیمهٔ آغازینِ قرن هجدهم میلادی بوده‌است. در این دوره، با فراگیر شدن پیانو، به‌مرور محبوبیت هارپسیکورد رو به کاهش گذاشت. در قرن بیستم میلادی به‌خاطر استفاده در اجرای آثار قدیمی و برخی آثار مدرن استفاده از هارپسیکورد دوباره رواج یافت. این ساز در دورهٔ باروک به‌عنوان ساز همراهی‌کننده به‌کار می‌رفت. غالباً برای این ساز آهنگساز به‌صورت «باس شیفره» یا شماره‌گذاری شده به گونه‌ای استفاده می‌کرد که نوازنده اجازهٔ بداهه‌نوازی در آکوردهای تعریف شده را داشت.
هارپسیکورد شکل‌ها و اندازه‌های مختلفی دارد، گرچه عملکرد همهٔ انواع آن یکسان است.
دیگر سازهای خانوادهٔ هارپسیکورد که ازنظر اندازه کوچک‌تر از آن هستند عبارتند از :
- ویرجینال (virginals)
- موزلار (muselar)
- اسپینِت (spinet)

## نگارخانه

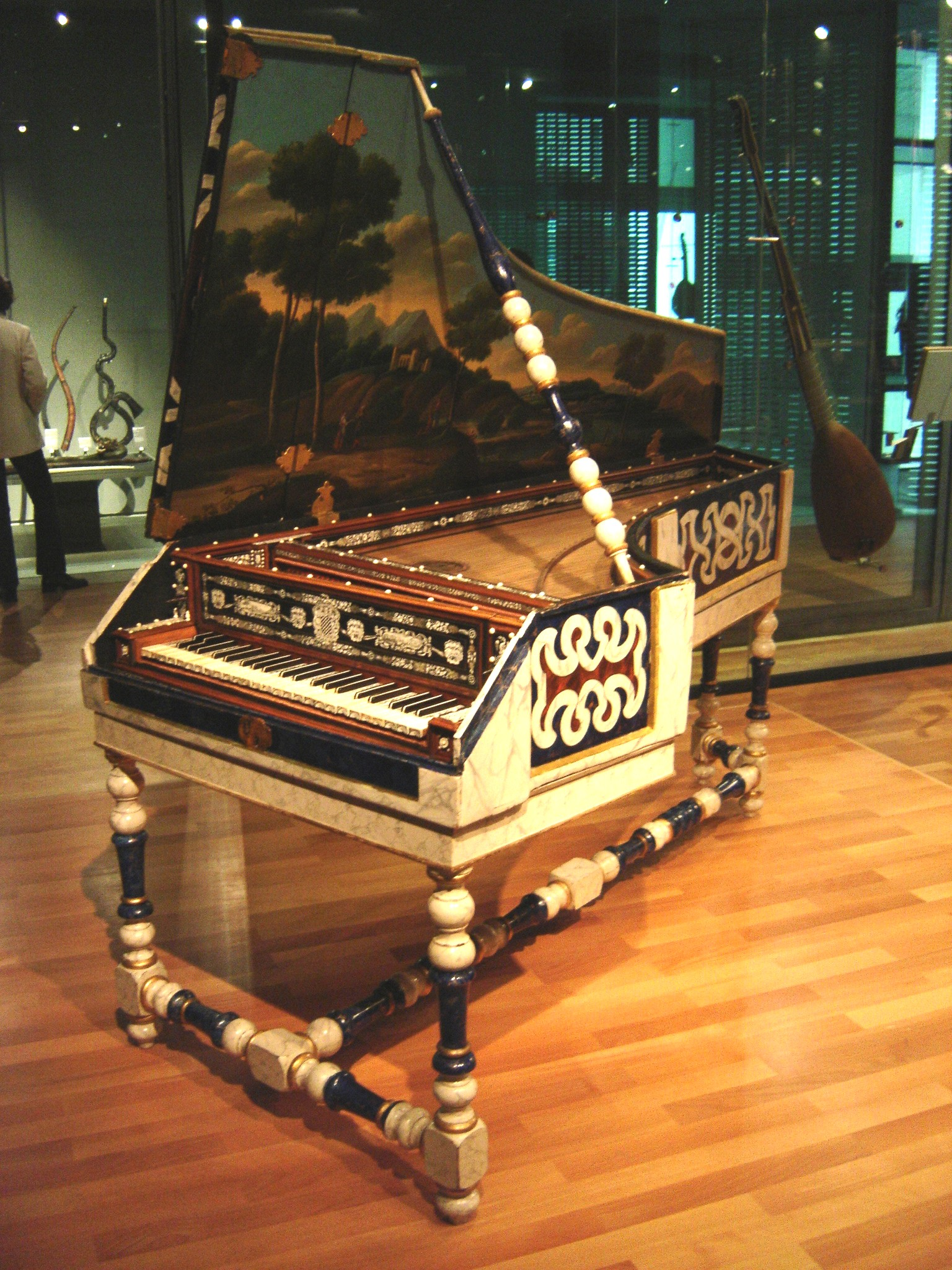
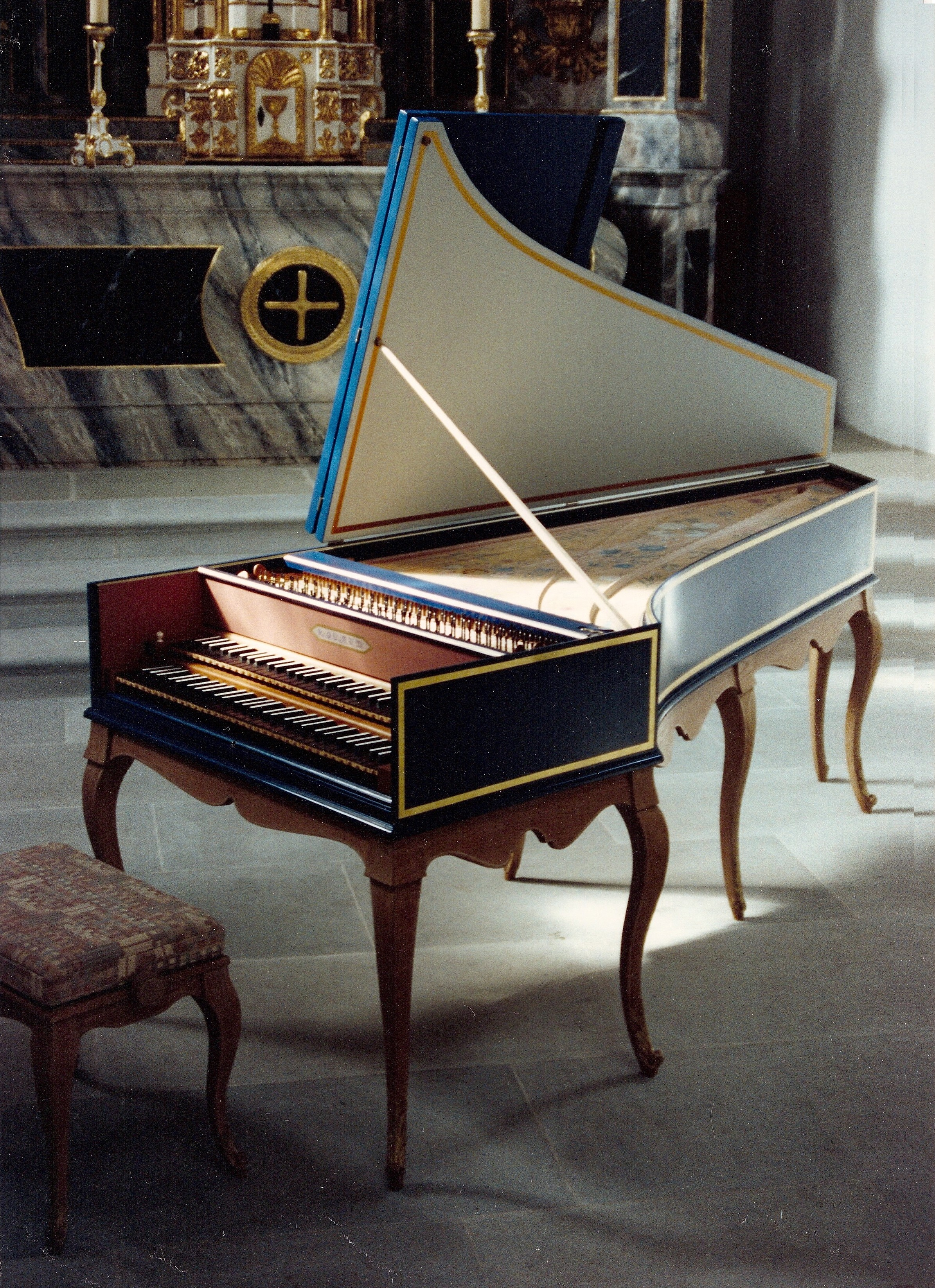
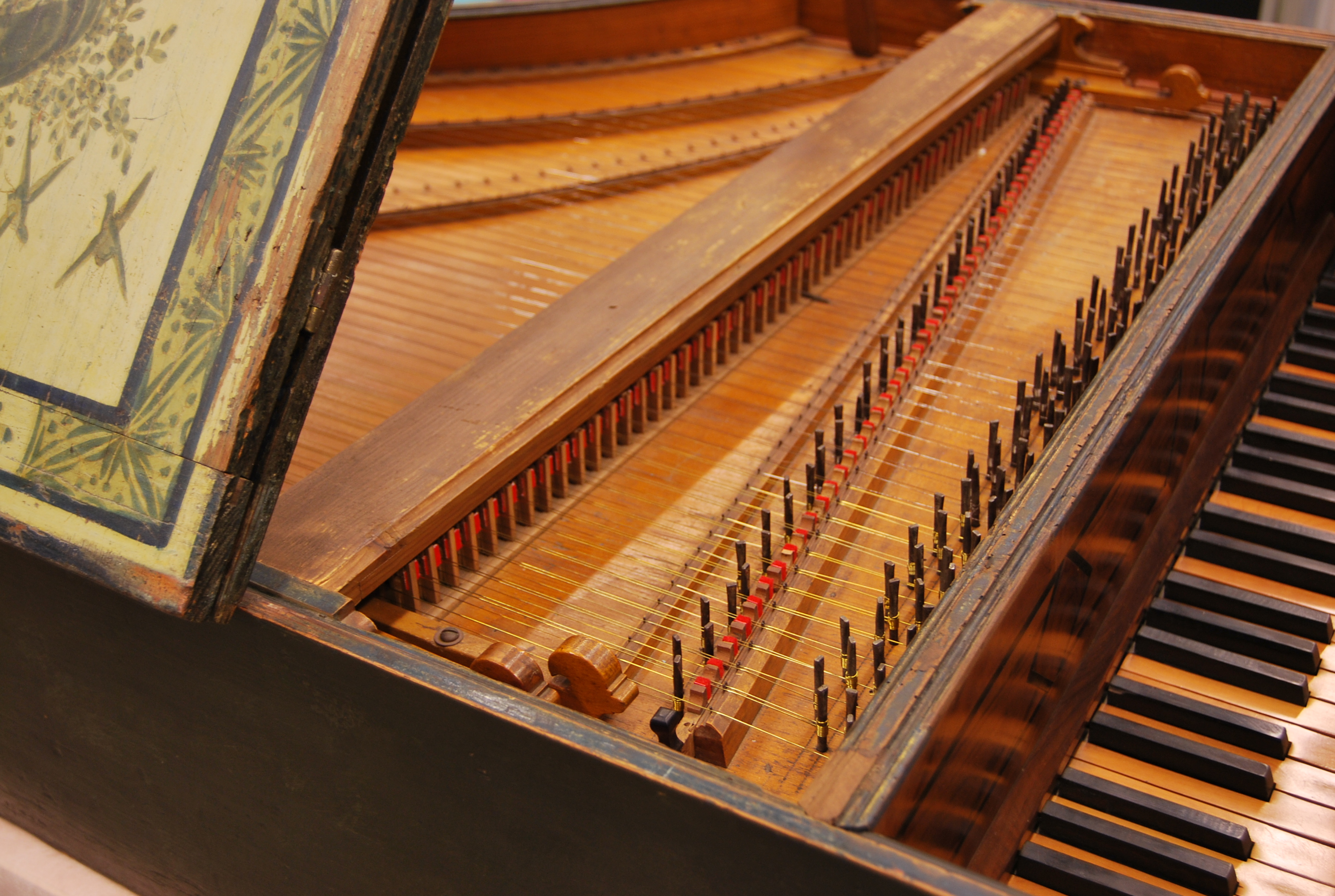
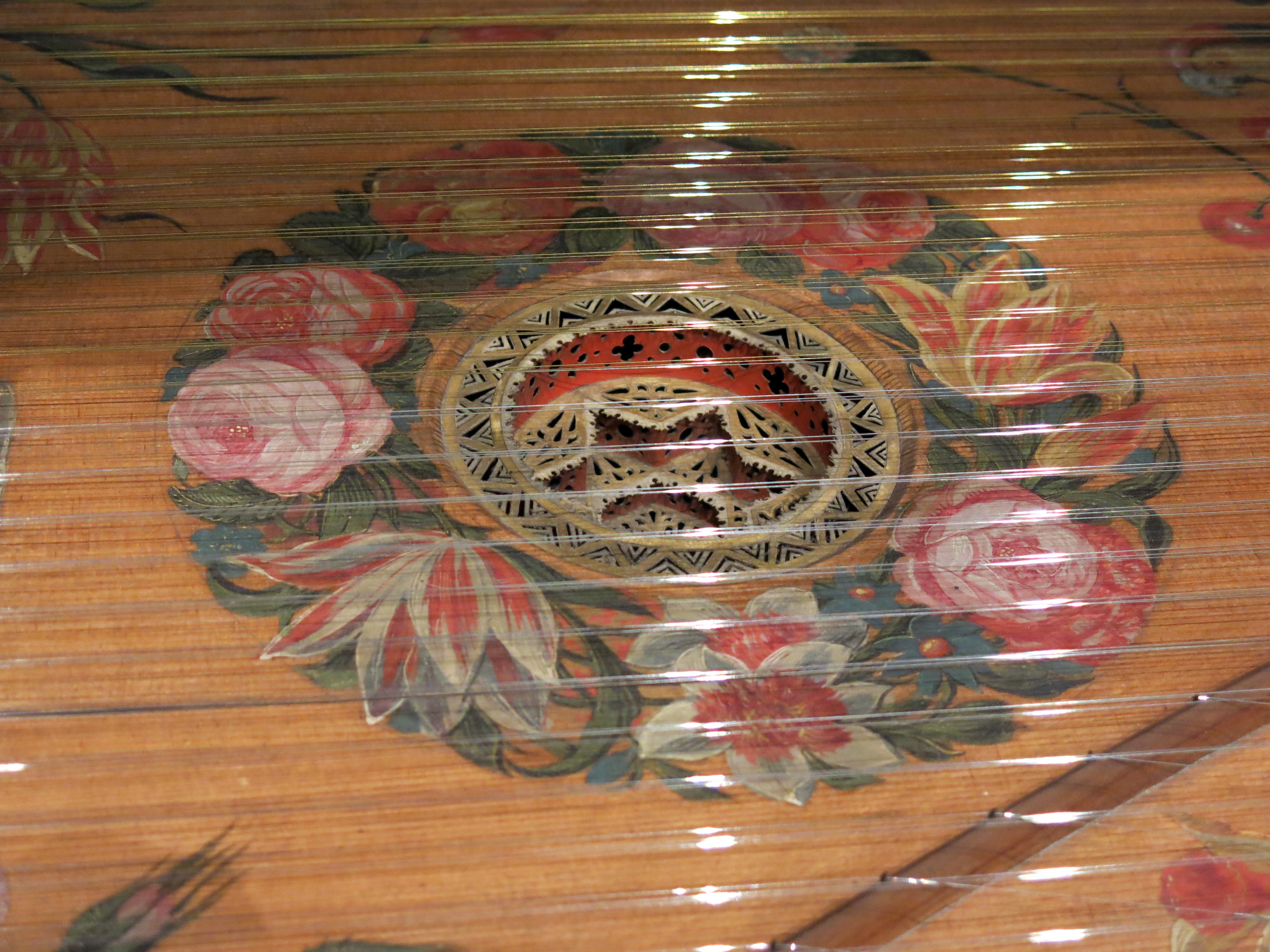
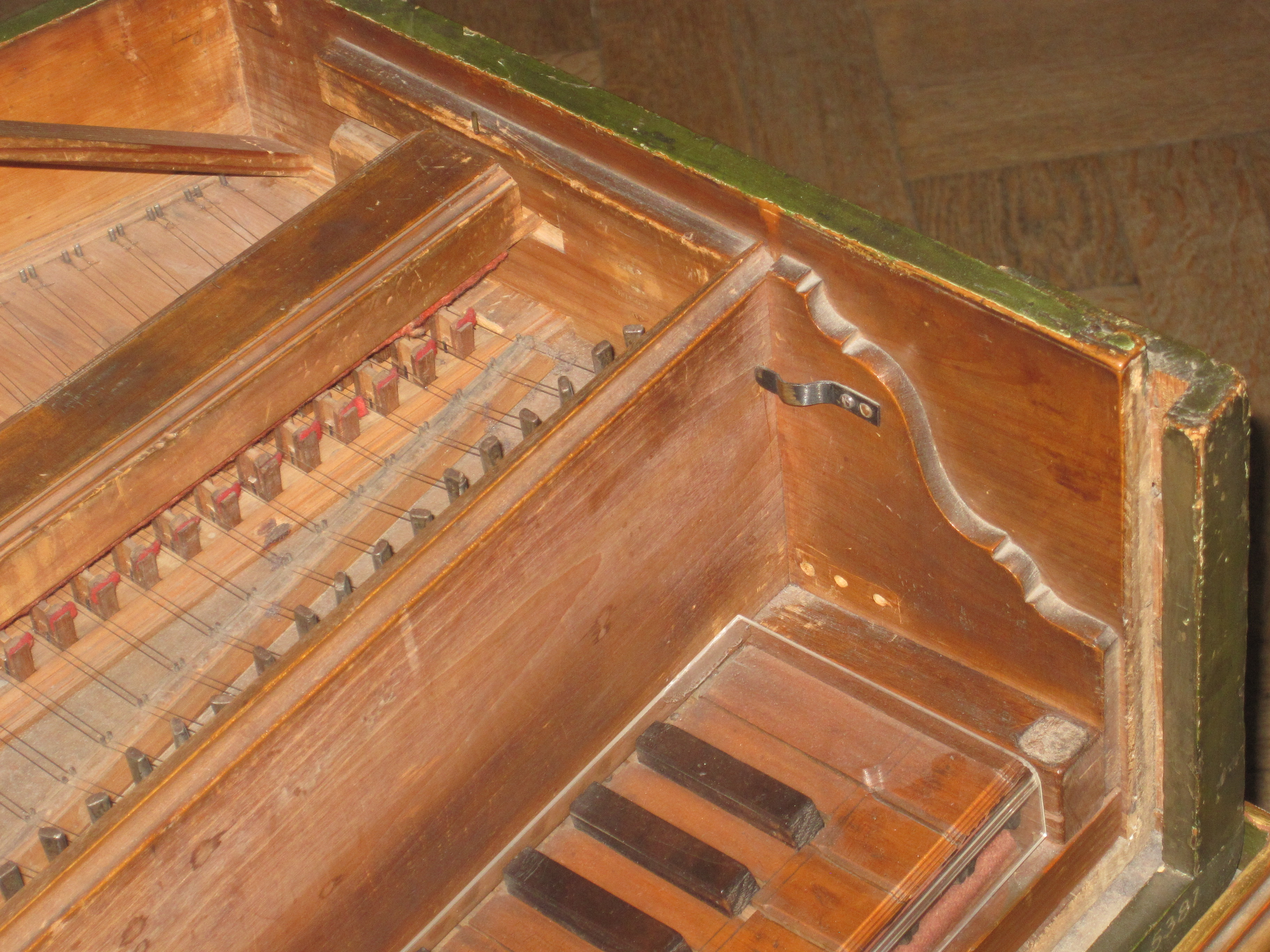
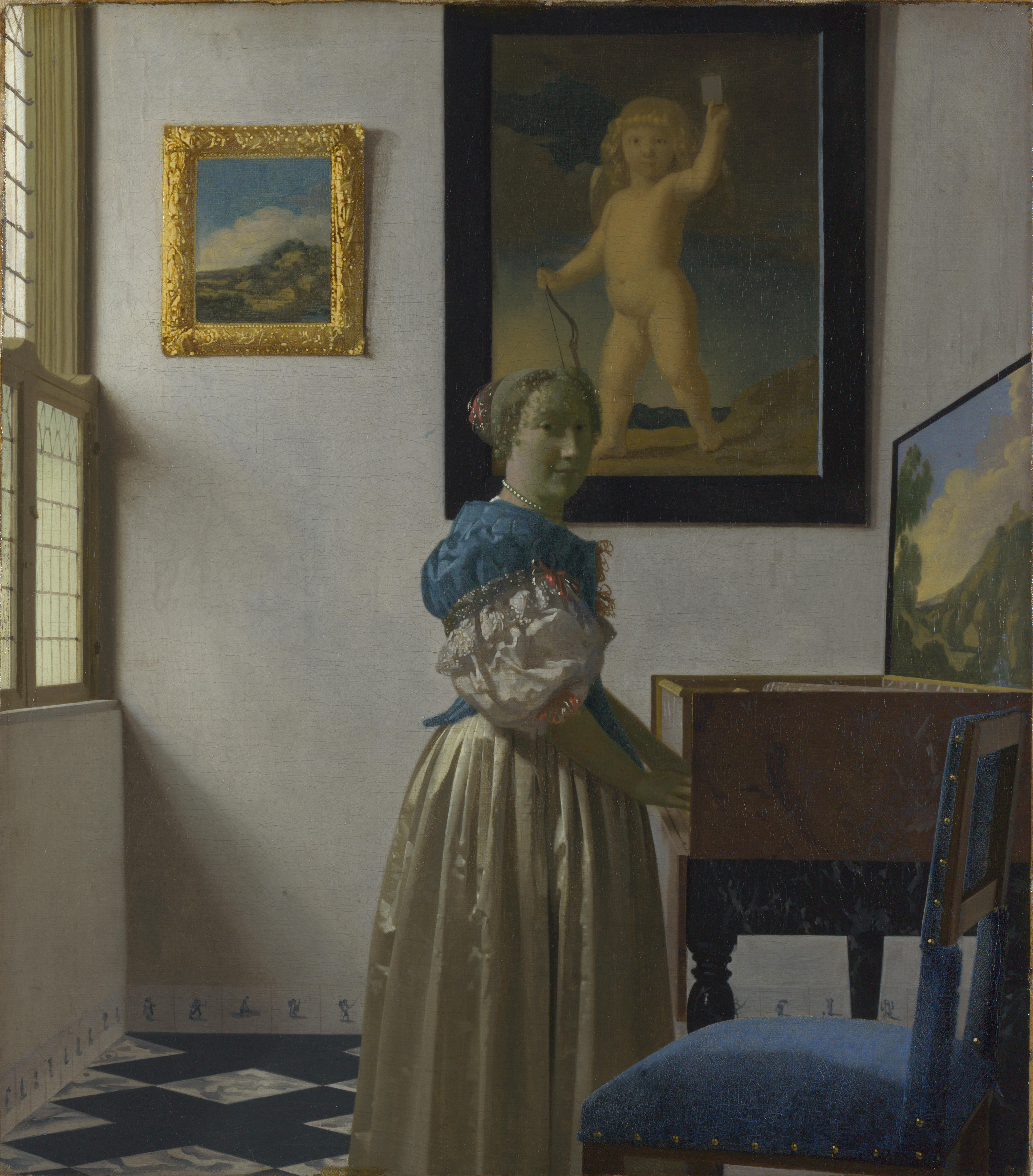